# Colletotrichum solidaginis
Colletotrichum solidaginis är en svampart som beskrevs av Pellic. 2002. Colletotrichum solidaginis ingår i släktet Colletotrichum och familjen Glomerellaceae.   Inga underarter finns listade i Catalogue of Life.